# Extreme Rules (2010)
Extreme Rules (2010) foi um evento no formato pay-per-view produzido pela World Wrestling Entertainment (WWE), que aconteceu no dia 25 de abril de 2010, no 1st Mariner Arena em Baltimore, Maryland. Foi o segundo evento na cronologia do Extreme Rules, e o quarto pay-per-view de 2010 no calendário da WWE.

## Antes do evento
Na edição da Raw começaram as primeiras definições para o evento, o WWE Champion John Cena junto com David Otunga, foram derrotados pelos Unified WWE Tag Team Champions The Big Show e The Miz, após a luta Batista venho ao ringue e aplicou uma "Batista Bomb" em Cena e disse que usaria sua cláusula de revanche pelo título no Extreme Rules em Last man standing match.
Na edição da SmackDown gravada no dia 30 de março e que foi ao ar no dia 2 de abril ocorreram outras definições para o evento; Chris Jericho iniciou o show fazendo uma "promo" a respeito de sua vitória sobre Edge na WrestleMania XXVI e a continuidade como World Heavyweight Champion, Edge venho ao ringue e exigiu uma desforra, Jericho ignorou o pedido, foi atacado e ficou caido no ringue, Jack Swagger saiu atacou Edge e descontou seu Money in the Bank e se tornou o novo World Heavyweight Champion. Jack Swagger retornou ao ringue para falar de sua vitória, Chris Jericho e Edge saíram e exigiram enfrentá-lo pelo título, o general-manager Theodore Long saiu e definiu que os dois lutariam no evento principal da próxima SmackDown e que o vencedor enfrentaria Swagger no Extreme Rules. Na edição da Raw de 12 de abril o "guest host" David Hasselhoff que como não havia definição sobre quem enfrentaria o World Heavyweight Champion Jack Swagger ele decidiu que Randy Orton seria o adversário do campeão no evento. Foi anunciado também que Triple H enfrentaria  Sheamus em uma Street Fight.
Ainda CM Punk desafiou Rey Mysterio para uma desforra da derrota na WrestleMania com a estipulação que caso perdesse teria sua cabeça raspada. Na edição da SmackDown do dia 9 de abril Mysterio salvou um fã de "aderir" a Straight Edge Society e o combate entre os dois foi confirmado. A luta que deveria definir o adversário de Jack Swagger acabou sem vencedor quando Edge e Jericho foram contado fora do ringue.
Na edição da SmackDown do dia 17 de abril, Chris Jericho venho ao ringue e disse que era um absurdo Orton sendo da Raw disputar o World Heavyweight Championship contra Jack Swagger, que o título era da brand azul e deveria ficar nela e pediu que o general-manager Theodore Long fizesse algo ou se demitisse, Edge venho ao ringue e disse que concordava em parte com Jericho mas ele é que deveria lutar com Swagger. Long apareceu e determinou uma ameaça tripla entre Swagger, Jericho e Edge e que o vencedor enfrentaria Orton no Extreme Rules. Swagger venceu para manter o título e se confirmar como quem lutaria com Orton. Após isto a WWE anunciou através do site oficial do evento que Edge e Jericho se enfrentariam em um Steel cage match.
No dia 21 de abril foi anunciado através do site da empresa que Shad Gaspard e JTG iriam se enfrentar em uma "Strap match". Na edição do dia 22 de abril da SmackDown foi anunciado que Michelle McCool defenderia o WWE Women's Championship frente a Beth Phoenix em um Extreme Makeover match.

## Evento
Em luta não televisionada Kofi Kingston derrotou Dolph Ziggler. A primeira luta do evento deveria ser entre Triple H contra Sheamus, porém a música Triple H tocou e ele não apareceu; os bastidores foram mostrados e ele estava caido após ter sido atacado por Sheamus. Os Unified WWE Tag Team Champions The Big Show e The Miz vieram ao ringue para fazer uma promo sobre a anúncio que Bret Hart teria que fazer na próxima edição da Raw apontando eles como a maior tag team da história da WWE. O general-manager da SmackDown Theodore Long pareceu e disse que devido ao que havia ocorrido com Triple H ele estava anunciado que Show e Miz lutariam contra três equipes e caso vencessem ai sim poderiam ser considerados o maior tima de história da WWE, caso perdessem algum dos jogos teriam que defender o título contra os vencedores. R-Truth e John Morrison e que caso estes vencessem teriam uma luta futura pelo Unified WWE Tag Team Championship. The Hart Dynasty derrotaram os campeões e garantiram o direito a uma luta. CM Punk derrotou Rey Mysterio após um "GTS", Punk venceu quando um "estranho" atacou Mysterio. JTG derrotou Shad Gaspard, JTG venceu ao tocar os quatro cantos do ringue. Na disputa pelo World Heavyweight Championship Jack Swagger derrotou Randy Orton para manter o título, Swagger fez o pin após uma "Gutwrench Powerbomb", após a luta Orton aplicou um "RKO" em Swagger. Mesmo depois de atacado Triple H foi ao ringue enfrentar Sheamus, mas devido a lesão Sheamus conseguiu vencer após acertar um "kick" na cabeça de Triple H. Beth Phoenix derrotou Michelle McCool para ganhar o WWE Women's Championship, Beth fez o pin após um "Glam Slam". Edge derrotou Chris Jericho, Edge fez o pin após um "Spear". No evento principal John Cena derrotou Batista para manter o WWE Championship, Batista foi contado fora após Cena ter o amarrado com uma fita adesiva em um dos cantos do ringue.

## Resultados
| Nº                                          | Resultados | Estipulações                                                                      | Tempo |
| ------------------------------------------- | --- | --------------------------------------------------------------------------------- | ----- |
| Dark                                        | Kofi Kingston derrotou Dolph Ziggler | Luta individual                                                                   | N/A   |
| 1                                           | The Hart Dynasty (David Hart Smith e Tyson Kidd) derrotou ShoMiz (The Miz e Big Show), John Morrison e R-Truth e The World's Strongest Tag Team (Mark Henry e MVP) | Luta Gauntlet para determinar os desafiantes ao Unified WWE Tag Team Championship | 5:18  |
| 2                                           | CM Punk (com Luke Gallows e Serena) derrotou Rey Mysterio | Luta individual; se Punk perdesse, deveria cortar o cabelo                        | 15:57 |
| 3                                           | JTG derrotou Shad Gaspard | Luta de correias                                                                  | 4:41  |
| 4                                           | Jack Swagger (c) derrotou Randy Orton | Luta Extreme Rules pelo World Heavyweight Championship                            | 13:59 |
| 5                                           | Sheamus derrotou Triple H | Luta Street Fight                                                                 | 15:46 |
| 6                                           | Beth Phoenix derrotou Michelle McCool (c) (com Layla e Vickie Guerrero)                                                                                            | Luta Extreme Makeover pelo WWE Women's Championship                               | 6:32  |
| 7                                           | Edge derrotou Chris Jericho | Luta em uma jaula de aço                                                          | 19:59 |
| 8                                           | John Cena (c) derrotou Batista | Luta Last Man Standing pelo WWE Championship                                      | 24:34 |
| (c) – Refere-se aos campeões antes da luta. | |                                                                                   |       |